# Онсе Унідуш
Клубе Дешпортіву Онсе Унідуш або просто Онсе Унідуш (порт. Clube Desportivo Onze Unidos) — професіональний кабовердійський футбольний клуб з міста Віла ду Маю, на острові Маю.

## Історія клубу
Заснований в 1976 році, має два національні трофеї: переможець чемпіонату (2001 року) та національного кубку (2012 року). На сьогодні є єдиним клубом з острову Маю, який був чемпіоном Кабо-Верде. Має найбільшу кількість титулів серед клубів свого острову (9 чемпіонів країни та 3 кубки та 1 суперкубок острову).Суперкубок острову Мою клуб виграв у 2015 році у протистоянні з Академікою 83.

## Досягнення
- Чемпіонат Кабо-Верде: 1 перемога

2001
- Кубок Кабо-Верде з футболу: 1 перемога

2012
- Чемпіонат острова Маю: 9 перемог

1995/96, 1998/99, 2000/01, 2001/02, 2002/03, 2003/04, 2004/05, 2008/09, 2010/11
- Кубок Маю (Джармаї): 2 перемоги

2011/12, 2014/15
- Суперкубок Маю (Джармаї): 1 перемога

2014/15

## Статистика виступів у лігах та кубках

### Національний чемпіонат
| Сезон | Див.            | Міс.            | Іг.             | В               | Н               | П               | ЗМ              | ПМ              | РМ              | О               | Кубок      | Примітки     | Плей-офф        |
| ----- | --------------- | --------------- | --------------- | --------------- | --------------- | --------------- | --------------- | --------------- | --------------- | --------------- | ---------- | ------------ | --------------- |
| 1999  | 1B              | 3               | 2               | 0               | 1               | 1               | 1               | 4               | -3              | 1               |            | Не пробилися | Не брали участі |
| 2001  | 1               | 1               | 6               | 4               | 2               | 0               | 8               | 3               | +5              | 14              |            |              |                 |
| 2002  | 1               | 8               | 8               | 0               | 2               | 6               | 5               | 17              | -12             | 2               |            |              |                 |
| 2003  | 1A              | 4               | 4               | 1               | 1               | 2               | 4               | 6               | -2              | 4               |            | Не пробилися | Не брали участі |
| 2004  | 1B              | 3               | 4               | 2               | 1               | 1               | 5               | 3               | +2              | 7               |            | Не пробилися | Не брали участі |
| 2005  | 1B              | 3               | 5               | 3               | 0               | 2               | 11              | 7               | +4              | 9               |            | Не пробилися | Не брали участі |
| 2009  | 1A              | 4               | 5               | 2               | 1               | 2               | 5               | 5               | 0               | 7               |            | Не пробилися | Не брали участі |
| 2011  | 1A              | 4               | 4               | 1               | 0               | 3               | 4               | 9               | -5              | 3               |            | Не пробилися | Не брали участі |
| 2012  | Не брали участі | Не брали участі | Не брали участі | Не брали участі | Не брали участі | Не брали участі | Не брали участі | Не брали участі | Не брали участі | Не брали участі | Переможець |              | Не брали участі |

### Регіональний (острівний) чемпіоншип
| Сезон   | Див. | Міс. | Іг. | В | Н | П | ЗМ | ПМ | РМ | О  | Кубок      | Відкритий | Примітки                           |
| ------- | ---- | ---- | --- | - | - | - | -- | -- | -- | -- | ---------- | --------- | ---------------------------------- |
| 2004-05 | 2    | 1    | -   | - | - | - | -  | -  | -  | -  |            |           | Вихід до національного Чемпіоншипу |
| 2008-09 | 2    | 1    | -   | - | - | - | -  | -  | -  | -  |            |           | Вихід до національного Чемпіоншипу |
| 2010-11 | 2    | 1    | -   | - | - | - | -  | -  | -  | -  |            |           | Вихід до національного Чемпіоншипу |
| 2013-14 | 2    | 3    | 8   | 4 | 0 | 4 | 15 | 13 | +2 | 12 |            |           |                                    |
| 2014-15 | 2    | 3    | 8   | 4 | 0 | 4 | 15 | 15 | 0  | 9  | Переможець |           |                                    |